# 1919 en Colombie-Britannique
Chronologie de la Colombie-Britannique
- 1915
- 1916
- 1917
- 1918
- 1919
- 1920
- 1921
- 1922
- 1923

Cette page concerne des événements qui se sont produits durant l'année 1919 dans la province canadienne de Colombie-Britannique.

## Politique
- Premier ministre : John Oliver.

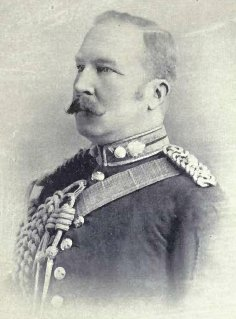
Edward Gawler Prior

- Chef de l'Opposition :  William John Bowser
- Lieutenant-gouverneur : Francis Stillman Barnard puis Edward Gawler Prior
- Législature :

## Événements
- Apparition du National Progressive Party né du mécontentement rural en Ontario et dans les provinces de l’Ouest. Les libéraux absorbent rapidement le mouvement.